# Hasel (Mindel)
Die Hasel (auch als Haselbach bezeichnet, wie zwei weitere Flüsse im Landkreis Günzburg) ist ein rechter Nebenfluss der Mindel. Über diese ist sie ein indirekter rechter Nebenfluss der Donau in Bayern. Der Fluss ist ab der Landkreisgrenze  zwischen den Landkreisen Unterallgäu und Günzburg ein Gewässer zweiter Ordnung.

## Verlauf
Die Quelle der Hasel befindet sich im Wald nordöstlich von Zaisertshofen (Gemeinde Tussenhausen) im Landkreis Unterallgäu. Von dort aus fließt die knapp 18 km lange Hasel in nord- bis nordwestlicher Richtung bis zur Mündung in die Mindel südlich von Thannhausen. Der Höhenunterschied zwischen der Quelle und der Mündung beträgt 130 m. Bei der Ortschaft Haselbach (Gemeinde Eppishausen, Landkreis Unterallgäu) mündet der Westerbach in die Hasel. Von der Quelle bis nach Haselbach fließt die Hasel durch den Naturpark Augsburg-Westliche Wälder an dessen südwestlichem Rand.
Die in der Nähe von Derndorf von der Flossach abzweigende Kleine Flossach fließt durch das Naturschutzgebiet Mindelrieder Paradies und verbindet die Flossach mit der Hasel.

## Ortschaften
Ortschaften, die an der Hasel liegen, sind:

im Landkreis Unterallgäu: Eppishausen, Weiler und Haselbach (alle: Gemeinde Eppishausen)

im Landkreis Günzburg: Balzhausen und Nettershausen (Stadt Thannhausen)